# Trận đấu giữa Argentina và Anh (Giải vô địch bóng đá thế giới 1986)
Trận đấu giữa Argentina và Anh là trận tứ kết thứ nhất nằm trong khuôn khổ giải vô địch bóng đá thế giới năm 1986, diễn ra vào ngày 22 tháng 6 năm 1986 trên sân vận động Azteca, thành phố México. Diễn ra bốn năm sau chiến tranh Falkland giữa hai quốc gia Argentina và Vương quốc Anh, và cũng là một phần của cuộc cạnh tranh bóng đá giữa hai quốc gia này. Đó cũng là trận đấu bao gồm hai bàn thắng nổi tiếng nhất trong lịch sử bóng đá, cả hai đều được ghi bởi Diego Maradona.
Bàn thắng đầu tiên, ở phút 51, sau này được gọi là "Bàn tay của Chúa", mà Maradona đã ghi bàn bằng cách sử dụng tay của mình. Bốn phút sau, lại là Maradona, ông rê bóng qua năm cầu thủ người Anh: Beardsley, Reid, Butcher, Fenwick, Butcher, và cuối cùng là cả thủ môn Peter Shilton và đây được gọi là "Bàn thắng thế kỷ". Chung cuộc, Argentina thắng Anh 2–1 và tiếp tục vô địch World Cup 1986 với chiến thắng trước Tây Đức trong trận đấu cuối cùng. Maradona giành quả bóng vàng cho cầu thủ hay nhất giải. Cầu thủ ghi bàn của đội tuyển Anh vào ngày hôm đó, Gary Lineker, đã giành được chiếc giày vàng vì là cầu thủ ghi bàn hàng đầu của giải đấu.

## Bối cảnh
Người Anh đã mang bóng đá đến Argentina vào thế kỷ 19. Sự cạnh tranh giữa hai đội bóng đá quốc gia Anh và Argentina bắt nguồn từ World Cup 1966. Trong trận tứ kết trên Sân vận động Wembley, sân nhà của tuyển Anh Quốc, đội trưởng Argentina Antonio Rattin đã bị đuổi khỏi sân khi Argentina thua trong một trận đấu có lối chơi cực kỳ xấu xí. Rattin tức giận khi bị đuổi khỏi sân, cảm thấy rằng trọng tài người Đức Rudolf Kreitlein, đã thiên vị đối với các cầu thủ người Anh, trước toàn bộ các cổ động viên nhà. Huấn luyện viên người Anh Alf Ramsey đã gọi những người Argentina là thú vật, và bị người Argentina chỉ trích vì bình luận mang tính phân biệt chủng tộc này.
Bất chấp sự nổi tiếng của Osvaldo Ardiles và Ricardo Villa, những người Argentina vẫn đến chơi cho câu lạc bộ Tottenham Hotspur ở Anh trong một thời gian trước khi các câu lạc bộ có những cầu thủ không phải người Anh, sự cạnh tranh vẫn rất mạnh mẽ.
Chiến tranh Falkland năm 1982 đã làm tăng sự ngờ vực giữa Anh và Argentina. Anh quản lý quần đảo Falkland, một quần đảo nhỏ ở nam Đại Tây Dương, như một lãnh thổ hải ngoại của Anh; Argentina tuyên bố quần đảo với tên gọi Islas Malvinas. Vào ngày 2 tháng 4 năm 1982, lực lượng của Argentina đã chiếm các đảo. Anh coi đây là một cuộc xâm lược lãnh thổ của mình và đã gửi một lực lượng đặc nhiệm hải quân chiếm lại quần đảo vào ngày 14 tháng 6 năm 1982. Mặc dù hai quốc gia chưa bao giờ chính thức chiến tranh, cuộc xung đột đã dẫn đến cái chết của 258 người Anh và 655 người Argentina. Trận đấu diễn ra bốn năm sau đó được cho là dựa về mặt cảm xúc, sau trận đấu, Maradona tuyên bố: "Mặc dù chúng tôi đã nói trước trận đấu rằng bóng đá không liên quan gì đến cuộc chiến Malvinas, chúng tôi biết rằng họ đã giết rất nhiều đứa trẻ Argentina ở đó, giết chúng như những con chim nhỏ, và đây là sự trả thù."

### World Cup 1986
Giải bóng đá vô địch thế giới 1986 diễn ra tại México sau khi Colombia, quốc gia đáng lý sẽ tổ chức đã bỏ cuộc. Đội tuyển Anh vượt qua vòng loại World Cup với thành tích bất bại, đứng đầu nhóm 3 trong khu vực UEFA. Argentina cũng đủ điều kiện tham dự World Cup và đứng đầu phân nhóm CONMEBOL. Trong giai đoạn đầu của giải đấu, Argentina vượt qua vòng bảng dễ dàng, thắng hai và hòa một. Đội tuyển Anh thì chật vật hơn, với chiến thắng 3-0 trước Ba Lan trong lượt trận cuối cùng đưa họ vào vòng 16 đội. Cả hai đội đều giành chiến thắng nhẹ nhàng trước các đối thủ Nam Mỹ, Argentina trước Uruguay và Anh trước Paraguay. Mặc dù không đội bóng nào bắt đầu các giải đấu như mục tiêu đề ra, phong độ của đội tuyển Anh đã được cải thiện trong suốt World Cup và Argentina rất phấn khích trước kỹ năng của Maradona.

## Diễn biến

### Hiệp 1
Trận đấu bắt đầu với nhiều cơ hội cho hai đội. Thủ thành Peter Shilton của Anh đã xuất sắc cản phá các pha dứt điểm do Maradona tạo ra. Bên kia chiến tuyến, Peter Beardsley tạo ra cơ hội cho đội tuyển Anh sau 13 phút, sau cú trượt chân của Nery Pumpido trong bàn thắng của Argentina, nhưng đã không thực hiện được. Hiệp 1 khép lại với tỉ số 0–0, Argentina mới là đội cầm bóng nhiều hơn, và đã tạo ra nhiều pha ăn bàn, nhưng đã không vượt qua được hàng phòng ngự của Anh.

### Hiệp 2
Đây là hiệp đấu chứng kiến hai bàn thắng cực kỳ nổi tiếng trong lịch sử bóng đá

#### Bàn tay của Chúa

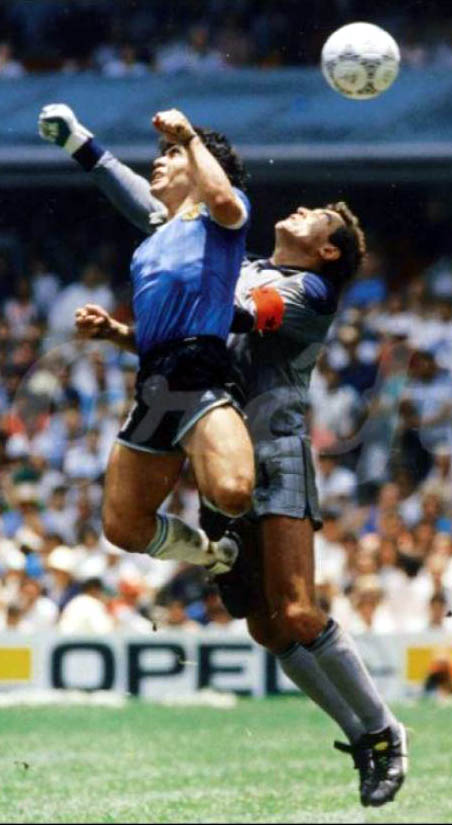
Khoảnh khắc Maradona dùng tay đấm bóng vào lưới đội tuyển Anh.

Sáu phút sau hiệp hai, Maradona băng vào từ cánh trái và chơi một đường chuyền thấp chéo vào rìa của khu vực cho đồng đội Jorge Valdano và tiếp tục chạy với hy vọng chuyển động một hai. Đường chuyền của Maradona hơi sâu và tới Steve Hodge của Anh, tiền vệ trái đã lùi về phòng ngự.
Tuy nhiên, cú phá bóng của Hodge lại vô tình hướng quả bóng vào vòng cấm địa của đội nhà, Thủ môn người Anh Peter Shilton ra sân để bắt bóng, Maradona, mặc dù thấp hơn 20 cm so với Shilton (1,85 m), với cú bật nhảy cùng cánh tay trái vươn ra khỏi đầu, đẩy quả bóng vào lưới tuyển Anh. Trọng tài chính người Tunisia Ali Bin Nasser đã chỉ tay vào giữa sân công nhận bàn thắng, vì theo ông, Maradona đã ghi bàn bằng đầu.
Maradona sau đó phát biểu: "Tôi đang đợi các đồng đội của mình ôm lấy tôi, và không ai đến cả... Tôi nói với họ, 'Hãy ôm tôi, hoặc trọng tài sẽ không công nhận bàn thắng.'"
Trong buổi họp báo sau trận đấu, Maradona đã bình luận một cách thẳng thắn về pha ghi bàn: "un poco con la cabeza de Maradona y otro poco con la mano de Dios" ("một chút với đầu của Maradona và một chút với bàn tay của Chúa"), sau này, bàn thắng được gọi là "Bàn tay của Chúa ". Bàn thắng này cũng đã đẩy mạnh mối quan hệ kình địch trong bóng đá giữa hai quốc gia. Cesar Luis Menotti nói: "Mọi người nói: 'Tuyệt vời! Tốt hơn, tốt hơn nhiều, rằng bàn thắng này thật bất công, thật tàn nhẫn, vì nó làm tổn thương đến người Anh nhiều hơn.'" Trong bộ phim tài liệu năm 2019 do đạo diễn Asif Kapadia sản xuất, Maradona đã liên kết sự kiện này với Chiến tranh Falkland: "Chúng tôi, với tư cách là người Argentina, không biết quân đội đang làm gì. Họ nói với chúng tôi rằng chúng tôi đã chiến thắng trong trận đấu. Nhưng thực tế, Anh đã thắng 20-0. Đó là khó khăn. Sự cường điệu làm cho có vẻ như chúng ta sẽ diễn ra một cuộc chiến khác. Tôi biết đó là bàn tay của tôi. Đó không phải là kế hoạch của tôi nhưng hành động xảy ra quá nhanh đến nỗi người lính không thấy tôi đã dùng tay. Trọng tài nhìn tôi và ông ấy nói: 'Bàn thắng'. Đó là một cảm giác tuyệt vời, giống như một sự trả thù mang tính biểu tượng chống lại người Anh".

#### Bàn thắng thế kỷ

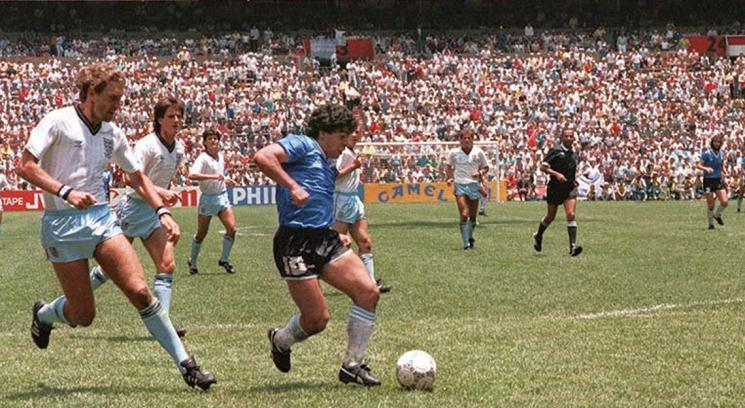
Maradona đang đưa bóng tiến về khung thành, mặc cho Terry Butcher đang cố ngăn cản.

Bốn phút sau "Bàn tay của Chúa", Maradona đã khiến cả thế giới thán phục với "Bàn thắng thế kỷ", thường được cho là bàn thắng vĩ đại nhất mọi thời đại. Tiền vệ Héctor Enrique chuyền bóng cho Maradona trong phần sân nhà. Maradona thực hiện pha xoay người, lần lượt vượt qua bốn cầu thủ áo trắng: Peter Beardsley, Peter Reid, Terry Butcher (hai lần) và Terry Fenwick, trước khi loại bỏ nốt thủ thành Shilton và sút bóng, nâng tỉ số lên 2-0 cho Argentina.
Về phần Maradona, ông nói: "Tôi đã dự định chuyền nó cho Valdano, nhưng khi tôi đến họ vây quanh tôi và tôi không còn chỗ trống. Vì vậy, tôi phải tiếp tục chơi và tự mình hoàn thành nó". Sau đó, ông khen ngợi lối chơi công bằng của đội Anh, nói rằng: "Tôi không nghĩ rằng tôi có thể làm điều đó chống lại bất kỳ đội nào khác bởi vì tất cả họ đã từng hạ gục bạn; họ có lẽ là những người cao quý nhất thế giới".

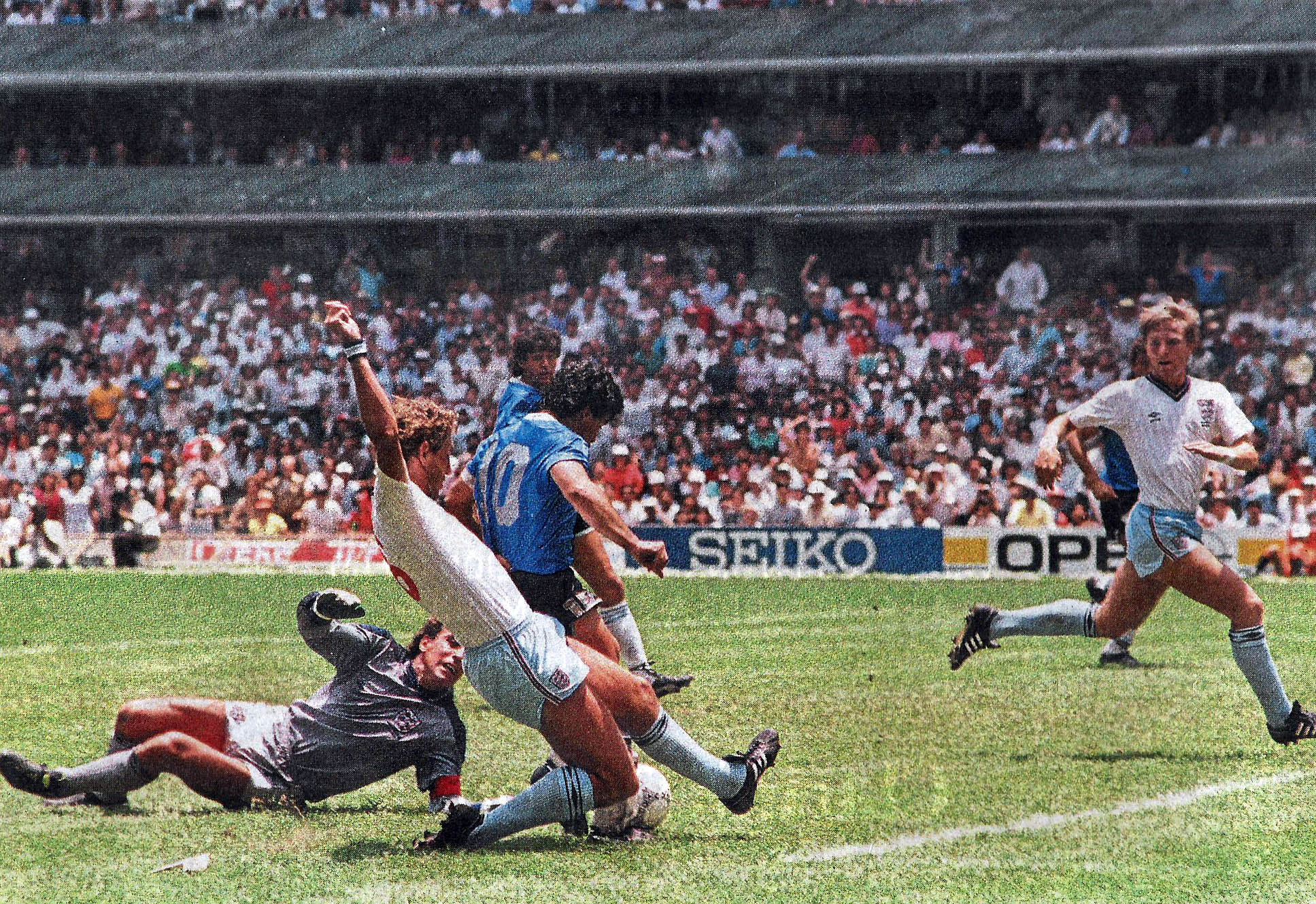
Maradona đưa bóng vào lưới.

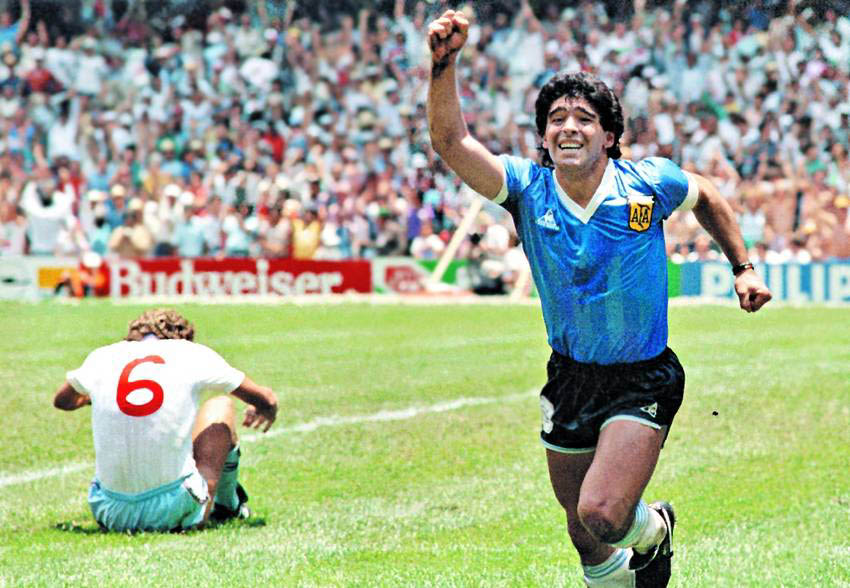
Maradona ăn mừng bàn thắng, đằng sau là Terry Butcher đang đổ gục trong sự thất vọng.

Năm 2002, pha ghi bàn của Maradona đã được bình chọn là 'Bàn thắng của thế kỷ' như là một phần cho giải đấu FIFA World Cup 2002 trên trang web FIFA. Nó đánh bại một bàn thắng được ghi bởi Michael Owen của Anh trong trận đấu với Argentina ở FIFA World Cup 1998, đứng thứ hai, trong khi một bàn thắng khác của Maradona tại Wolrd Cup 1986, trong trận bán kết với Bỉ, đứng thứ tư.
Ở các quốc gia nói tiếng Tây Ban Nha, bàn thắng này thường được liên kết với bình luận trực tiếp của nhà báo người Uruguay Víctor Hugo Morales (nguyên văn tiếng Tây Ban Nha):
La va a tocar para Diego, ahí la tiene Maradona, lo marcan dos, pisa la pelota Maradona, arranca por la derecha el genio del fútbol mundial, deja el tendal y va a tocar para Burruchaga... ¡Siempre Maradona! ¡Genio! ¡Genio! ¡Genio! Ta-ta-ta-ta-ta-ta-ta-ta... Gooooool... Gooooool... ¡Quiero llorar! ¡Dios Santo, viva el fútbol! ¡Golaaazooo! ¡Diegoooool! ¡Maradona! Es para llorar, perdónenme... Maradona, en una corrida memorable, en la jugada de todos los tiempos... Barrilete cósmico... ¿De qué planeta viniste para dejar en el camino a tanto inglés, para que el país sea un puño apretado gritando por Argentina? Argentina 2 - Inglaterra 0. Diegol, Diegol, Diego Armando Maradona... Gracias Dios, por el fútbol, por Maradona, por estas lágrimas, por este Argentina 2 – Inglaterra 0— Víctor Hugo Morales
Dịch nghĩa:
Đường chuyền cho Maradona, bóng thuộc về Maradona, hai cầu thủ trên anh ta, Maradona đi xuống cánh phải, anh đang rời khỏi và chuyền cho Burruchaga, vẫn là Maradona! Thiên tài! thiên tài! thiên tài! Chỗ đấy, đấy, đấy, đấy, đấy, đấy!Vàoooooooo !Vàoooooooo! Tôi muốn khóc, ôi lạy Chúa, bóng đá muôn năm! Nó thực sự là một bàn thắng! Diego! Maradona! Thực sự rất khó cầm được nước mắt, xin lỗi! Maradona, trong một cuộc chạy đua đáng nhớ, trong một lối chơi hay nhất mọi thời đại! Con diều bé nhỏ trong vũ trụ, anh đến từ hành tinh nào vậy, để lại đằng sau rất nhiều người Anh, để cả một đất nước đang khóc vì Argentina. Argentina 2, Anh 0! Bàn thắng của Diego, bàn thắng của Diego, Diego Armando Maradona! Tạ ơn Chúa, vì bóng đá, vì Maradona, vì những giọt nước mắt này, Argentina 2 – Anh 0